# SN 2005it
SN 2005it – supernowa typu Ia odkryta 12 października 2005 roku w galaktyce A010445+0030. W momencie odkrycia miała maksymalną jasność 22,00m.